# 祭囃子〜ゲームトリビュート
『祭囃子〜ゲームトリビュート』（マツリバヤシ〜ゲームトリビュート）は1998年5月21日にエアーズ（アミューズ）より発売されたコンピレーション・アルバムである。（AYCM-610）

## 概要
コンピュータゲーム20周年記念として制作されたアルバムであり、すべての音楽やキャラクターは各権利者（社）から公式に許諾を得ている。ゲームミュージックを参加ギターリストがカバーし、独自のアレンジでレコーディングをした。参加アーティストは、所属先（レーベル、事務所）などの垣根を越えて参加している。プロデューサーはイマイヨーイチ、ジャケットの題字はサンプラザ中野、ブックレット内のコメントに広井王子が参加。

## 収録曲
1. プロローグ「ジムノペディ」：小倉久寛（語り） 
作曲：サティ　Piano：子島麻衣子
2. スペースインベーダー（タイトー）「再来」：Char
作曲・編曲：Char
3. ゼビウス（ナムコ）「百発百中」：野村義男
作曲・編曲：野村義男　Bass：櫻井哲夫　Drums：高橋ロジャー和久
4. 信長の野望（光栄）「天翔記より 乱世の鷹」：土方隆行
作曲：菅野よう子　編曲：土方隆行　Bass・Computer Programm：横山剛
5. A列車で行こう（アートディンク）「コミックスター」：中シゲヲ（ザ・サーフコースターズ）
作曲：中風大輔　編曲：中シゲヲ　編曲・Programming：DJ TAKAO
6. ファイナルファンタジー（スクウェア）「プレリュード」：島袋優（BEGIN）
作曲：植松伸夫　　編曲・Bass：島袋優　　編曲・Cello：溝口肇
7. ファイヤープロレスリング（ヒューマン）「ファイヤープロレスリング コンビネーションタッグのオープニングテーマ」：手島いさむ（ユニコーン）
作曲：CHAPPY HASHIMOTO、TOHRU HAYASHI　編曲：手島いさむ　Drums,Percussions,Manupilation：滝山清貴　Bass,Percussions：入江直之　Keyboards：TAKKAN　絶叫：藤島伸一郎　Chorus：Issey、Tekkan、Fuzy
8. 天外魔境（ハドソン）「天外魔境II 卍MARU メインテーマ」：北島健二（FENCE OF DEFENSE）
作曲：久石譲　　編曲：北島建二
9. ぷよぷよ（コンパイル）「ぷよぷよ通のオープニングテーマ」：斉藤和義
作曲：田中勝巳　編曲：斉藤和義
10. ダービースタリオン（アスキー）「厩舎のテーマ」：ゴンザレス三上&チチ松村（ゴンチチ）
作曲：パリティビット　編曲：ゴンザレス三上＆チチ松村
11. ストリートファイターII（カプコン）「ストリートファイターII〜オープニング」：DAITA（SIAM SHADE）
作曲：ぴい　編曲：大友博輝　Synthesizer Programming：藤田謙一　SubstitutionGuitar：川瀬智
12. サウンドノベル 弟切草（チュンソフト）「弟切草〜オープニング〜」：ルーク篁（聖飢魔II）
作曲：三俣千代子　編曲：LUKE 篁　Bass：XENON 石川　Drums：RAIDEN 湯沢　Keyboards：松崎雄一
13. MYST（サン電子）「ミストのテーマ」：白井良明（ムーンライダーズ）
作曲：Robyn C Miller　編曲：白井良明　Manipulation：山岡広司
14. ポポロクロイス物語（ソニー・コンピュータエンタテインメント）「サニアとの出逢い」：パッパラー河合
作曲：佐橋佳幸、石川鉄男　編曲：パッパラー河合　Computer Programming：鍵山みのる
15. NiGHTS 〜into dreams〜（セガ・エンタープライゼス）「DreamsDreams」：西慎嗣（スペクトラム）
作曲：佐々木朋子　編曲：西慎嗣